# Krzysztof Drzewicki
Krzysztof Drzewicki (ur. 1949 w Katowicach) – polski prawnik, doktor habilitowany nauk prawnych, profesor nadzwyczajny na Wydziale Prawa i Administracji Uniwersytetu Gdańskiego, pełnomocnik Rzeczypospolitej Polskiej przy Europejskim Trybunale Praw Człowieka, do 2016 zastępca członka Europejskiej Komisji na rzecz Demokracji przez Prawo (tzw. Komisji Weneckiej).

## Życiorys
Absolwent prawa Uniwersytetu Śląskiego w Katowicach. W latach 1989–1994 doradzał Komisji Krajowej NSZZ „Solidarność” w zakresie prawa pracy i praw człowieka. Został zatrudniony na Wydziale Prawa i Administracji Uniwersytetu Gdańskiego w Katedrze Prawa Międzynarodowego Publicznego. W 1994 objął stanowisko pełnomocnika RP przy Europejskim Trybunale Praw Człowieka (początkowo Pełnomocnik ds. Reprezentowania RP przed ETPC), które pełnił do 2003. Wraz z Hanną Suchocką wszedł w skład Europejskiej Komisji na rzecz Demokracji przez Prawo. Jego mandat wygasł z końcem kwietnia 2016.
Wypromował co najmniej troje doktorów, m.in. dr hab. Katarzynę Łasak.